# Санковский, Иосиф Иустинович
Иосиф Иустинович Санковский (пол. Józef Justynowicz Sankowski) (4 (16) марта 1897 года, Рига, Лифляндская губерния, Российская империя — 4 января 1962 года, Солнечногорск, Московская область, СССР) — советский и польский военачальник, генерал-лейтенант (СССР — 11.07.1946), генерал дивизии (ПНР — 14.12.1945).

## Биография
Родился  16 марта 1897 года в городе Рига. Русский.
До службы в армии  работал в Петрограде молотобойцем на котельно-механическом заводе «Зигель», затем слесарем в Московском трамвайном парке.

### Первая мировая война
15 мая 1916 года был призван на военную службу. После прохождения обучения в учебной команде 50-й запасной артиллерийской бригады в городе Луга в июле был направлен на фронт под город Двинск, где назначен бомбардиром-наводчиком в 40-ю артиллерийскую бригаду 40-й пехотной дивизии. С октября воевал с ней на Румынском фронте. В мае 1917 года заболел цингой и эвакуирован в госпиталь, затем был уволен в трехмесячный отпуск по болезни.

### Революция и Гражданская война
8 июля 1917 года вернулся в Петроград и работал слесарем на Путиловском заводе. В начале сентября вступил на заводе в Красную гвардию. В Гражданскую войну  Санковский в марте 1918 года с красногвардейским отрядом путиловских рабочих был направлен в Забайкалье для борьбы с войсками генерала Г. М. Семенова. В апреле отряд влился в состав 3-й отдельной Амурской роты и в её составе сражался с белоказаками. Летом рота была переведена в город Благовещенск, а  Санковский назначен в Амурскую батарею. С падением советской власти в Благовещенске скрывался в деревне Семеновское (близ ст. Архара на Амуре).
В декабре 1918 года переехал в Иркутск и устроился работать в кустарной кузнице. В декабре 1919 года, во время восстания против адмирала А. В. Колчака, вступил в Знаменскую рабочую дружину. После освобождения Иркутска эта дружина была переименована в 9-й Знаменский стрелковый полк в составе 1-й Иркутской стрелковой дивизии. В марте 1920 года с дивизией убыл для борьбы с войсками генерала Г. М. Семенова, воевал в составе пулеметной роты. После взятия Читы дивизия была переименована в 1-ю Читинскую стрелковую дивизию, а 9-й Знаменский стрелковый полк — в 3-й Знаменский. В 1920 году вступил в ВКП(б). В сентябре 1920 года Санковский избран секретарем полкового партбюро, а в октябре назначен комиссаром полка. В начале 1921 года переведен на должность комиссара 1-го Смоленского стрелкового полка той же дивизии, а в мае назначен инструктором политотдела дивизии. С мая 1922 года был политруком роты 6-го Хабаровского стрелкового полка 2-й Приамурской стрелковой дивизии. В составе этих частей воевал на Восточном фронте против войск Г. М. Семенова, В. М. Молчанова, М. К. Дитерихса, японских интервентов.

### Межвоенный период
После войны  Санковский продолжал служить в 6-м Хабаровском стрелковом полку политруком роты, ответственным организатором и заместителем военкома полка. С октября 1924 года исполнял должность военкома 1-го отдельного разведывательного авиаотряда «Дальневосточный ультиматум» в городе Спасск. В июне 1925 года назначен военкомом 1-го Читинского стрелкового полка 1-й Тихоокеанской стрелковой дивизии в городе Николаевск-Уссурийский. С октября 1926 по август 1927 года учился на курсах «Выстрел», затем был назначен помощником командира по строевой части 52-го стрелкового полка 18-й стрелковой дивизии в городе Ярославль.
С ноября 1930 года командовал батальоном в Киевской пехотной школе, затем в мае 1932 года переведен командиром и комиссаром 6-го Кавказского стрелкового полка 2-й Кавказской стрелковой дивизии им. А. К. Степина в город Овруч. 27 октября 1934 года за плохое руководство боевой подготовкой был снят с должности и зачислен в распоряжение Управления по начсоставу РККА. В марте 1935 года назначен в Рязанскую пехотную школу им. К. Е. Ворошилова, где проходил службу в должностях преподавателя и старшего преподавателя тактики, командира батальона курсантов, помощник командира батальона по тактической подготовке. С февраля 1940 года исполнял должность начальника Владимирских КУКС запаса.

### Великая Отечественная война
В начале  войны в прежней должности. В ноябре 1942 года он назначен начальником Владимирского пехотного училища, а 24 января 1943 года перевелся на должность командира 115-й отдельной стрелковой бригады, формировавшейся в ПриВО. В феврале убыл с ней на Центральный фронт, где в составе 65-й армии воевал на севском направлении. В ходе Курской битвы бригада участвовала в отражении удара противника из района Севска. С переходом в контрнаступление она успешно действовала при прорыве обороны противника. Развивая успех, бригада вышла в тыл противника в районе Подлесный, Новоселка и этим способствовала успешному продвижению частей 193-й стрелковой дивизии и выполнению боевой задачи 27-го стрелкового корпуса, а также обеспечила ввод в прорыв на стыке с соседней армией 9-го танкового корпуса. 29 августа при смене НП  Санковский попал под минометный огонь и был тяжело ранен. Более двух месяцев находился в госпитале, затем был направлен в 37-ю гвардейскую стрелковую дивизию. С 13 по 30 ноября он временно командовал этой дивизией. Находясь в этой должности, отличился в Гомельско-Речицкой наступательной операции, при освобождении города Речица.
С 5 декабря 1943 года  был допущен к командованию 69-й стрелковой Севской Краснознаменной дивизии Белорусского фронта. В январе — феврале 1944 года в составе 65-й армии дивизия участвовала в Калинковичско-Мозырской наступательной операции. За успешное выполнение заданий командования в этих боях она была награждена орденом Суворова 2-й ст. (15.1.1944). Летом 1944 года дивизия вместе с армией в составе 1-го Белорусского фронта  принимала участие в Белорусской, Бобруйской наступательных операциях, в наступлении на барановичском направлении. Её части отличились при освобождении городов Осиповичи и Барановичи. За успешное форсирование реки Щара, захват переправы, что способствовало освобождению города Слоним, дивизия была награждена орденом Красного Знамени (25.7.1944). 20 августа части дивизии форсировали реку Зап. Буг севернее Бреста и захватили плацдарм на её южном берегу, тем самым первыми из состава 65-й армии вышли на государственную границу СССР.
6 сентября генерал-майор  Санковский был откомандирован в Народное Войско Польское на должность заместителя командующего 2-й польской армией, с 9 апреля 1945 г. и. д. начальника штаба армии. В составе 1-го Украинского фронта её войска участвовали в прорыве обороны противника на реках Одер и Нейсе, Берлинской и Пражской наступательных операциях, в боях за Дрезден и Прагу.

### Послевоенный период
После войны в июле 1945 года  назначается начальником департамента пехоты и кавалерии Министерства народной обороны Польши. По возвращении в СССР в ноябре 1946 года генерал-лейтенант Санковский был назначен начальником курса командиров полков на курсах «Выстрел» в  городе Солнечногорске, Московская область, с декабря 1952 года — заместитель начальника курсов по строевой подготовке. 27 февраля 1958 года уволен в запас.
После выхода в отставку жил в Солнечногорске. Умер 4 января 1962 года. Похоронен в Солнечногорске на кладбище при церкви Святого Николая Чудотворца.

## Награды

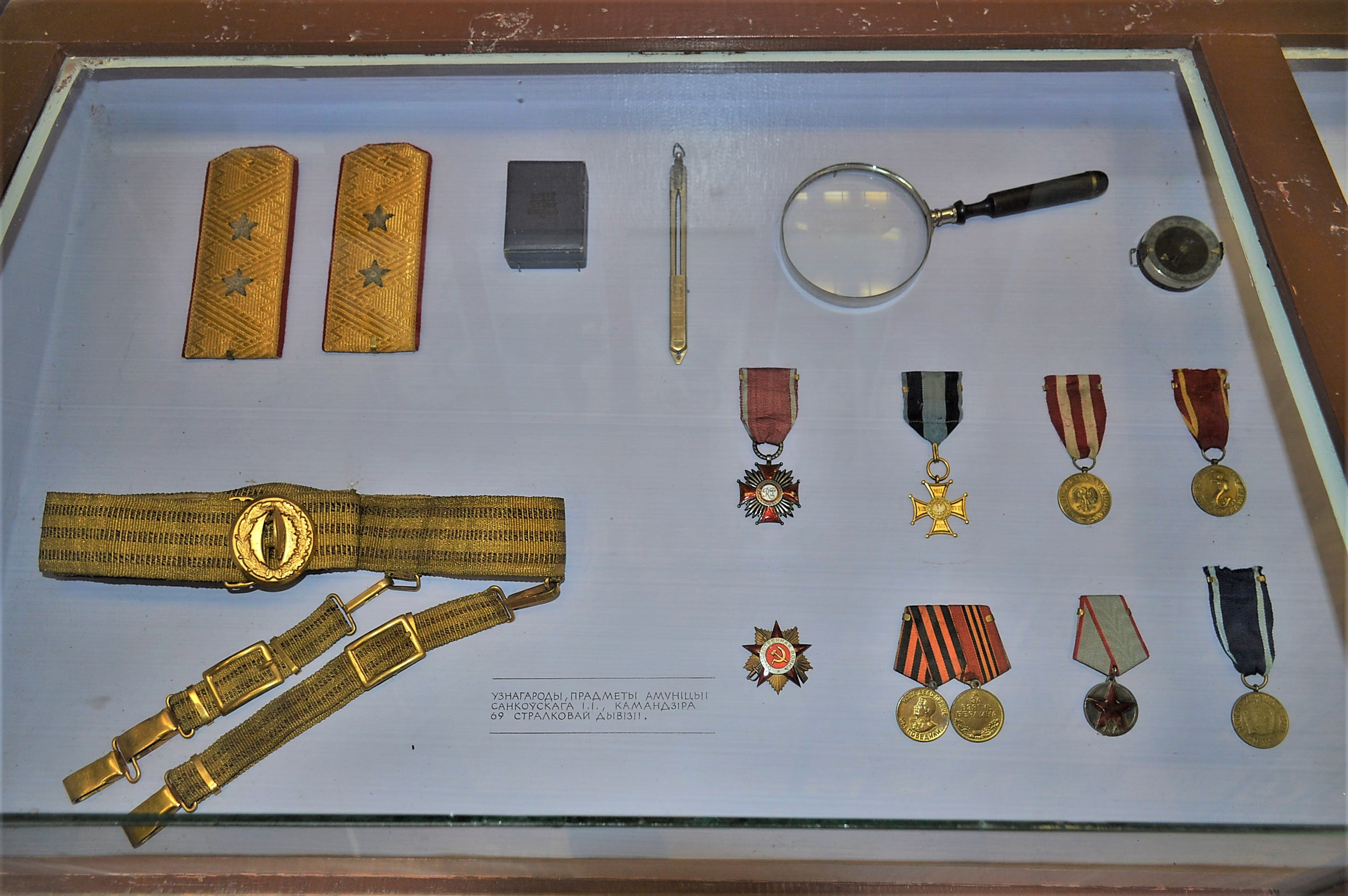
Награды и предметы амуниции генерал-лейтенанта И. И. Санковского в краеведческом музее г. Барановичи

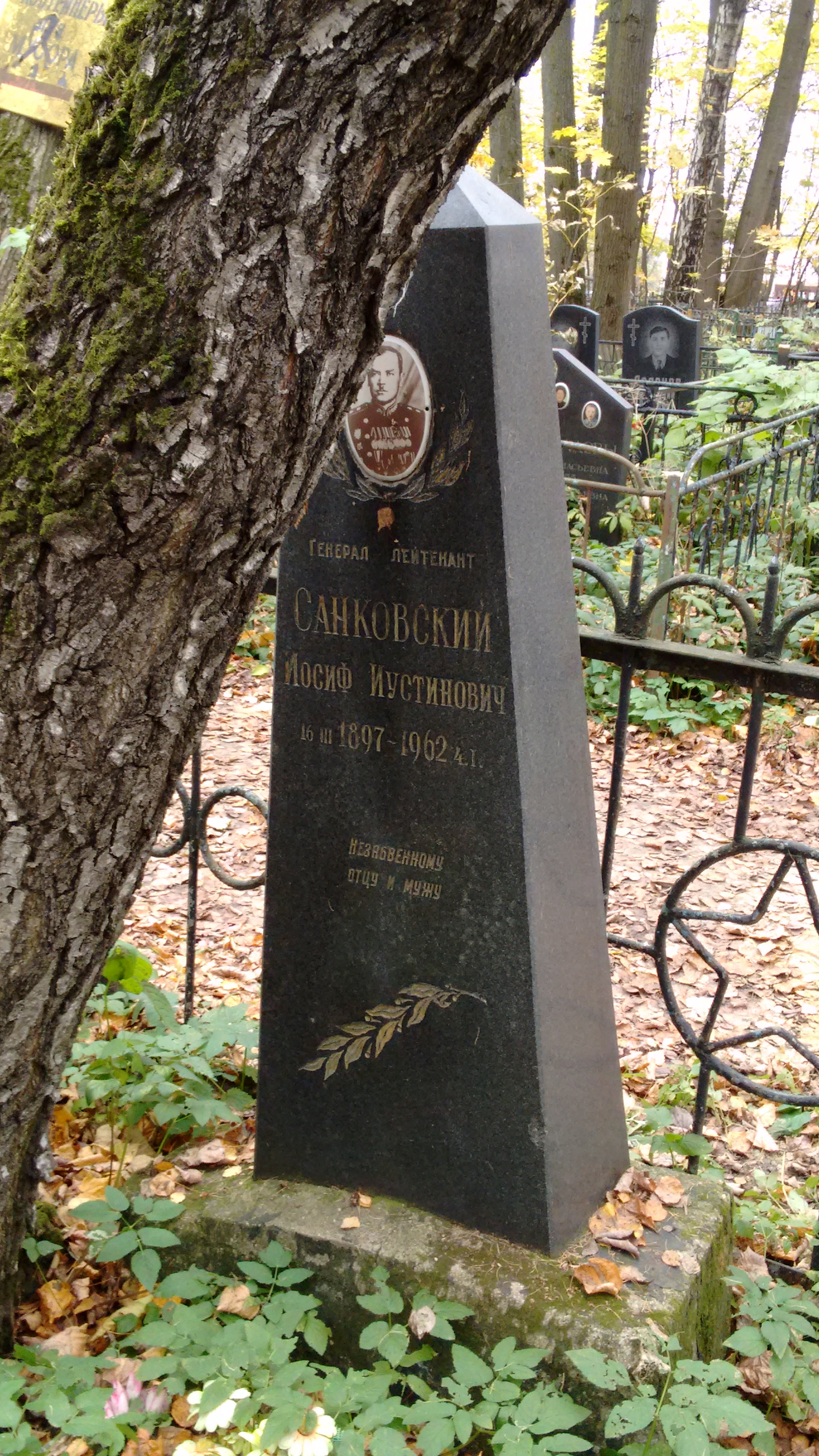
Памятник на могиле.

#### СССР[2]
- два ордена Ленина (23.07.1944, 21.02.1945[3])
- три ордена Красного Знамени (19.11.1943, 03.11.1944 [3], 1949 [3])
- орден Кутузова I степени (27.06.1945)
- орден Отечественной войны I степени (23.08.1943)
  -     - Медали СССР в т.ч.:

  - «XX лет Рабоче-Крестьянской Красной Армии»
  - «За Победу над Германией в Великой Отечественной войне 1941—1945 гг.»
  - «За взятие Берлина»
  - «За освобождение Праги»

Приказы (благодарности) Верховного Главнокомандующего в которых отмечен  И. И. Санковский.
- За  форсирование реки Друть севернее города Рогачев,  прорыв сильной, глубоко эшелонированную обороны противника на фронте протяжением 30 километров и захват более 100 населенных пунктов, среди которых Ректа, Озеране, Веричев, Заполье, Заболотье, Кнышевичи, Моисеевка, Мушичи, а также блокирование железной дороги Бобруйск – Лунинец в районе ст. Мошна, Черные Броды. 25 июня 1944 года. № 118.
- За овладение городом и важным железнодорожным узлом Осиповичи и завершение  окружения бобруйской группы немецких войск. 28 июня 1944 года. № 123.
- За  форсирование реки Шара на участке протяжением 60 километров и овладение городом Слоним – крупным узлом коммуникаций и мощным опорным пунктом обороны немцев, а так же  городом Лунинец – важным железнодорожным узлом Полесья. 10 июля 1944 года. № 134.
- За прорыв при поддержке массированных ударов артиллерии и авиации сильно укрепленной, глубоко эшелонированной обороны немцев на реке Нейсе, продвижение вперед от 80 до 160 километров, овладение городами Котбус, Люббен, Цоссен, Беелитц, Лукенвальде, Тройенбритцен, Цана, Мариенфельде, Треббин, Рангсдорф, Дидерсдорф, Тельтов и вхождение с юга в столицу Германии Берлин. 23 апреля 1945 года. № 340.

#### ПНР[5]
- орден Воинской доблести (1945)
- Командор ордена Возрождения Польши (1945)
- Орден «Крест Грюнвальда» II степени (1945)
- Золотой крест «Заслуги» (1946)
- Медаль «Победы и Свободы» (1945)

## Память
Именем И. И. Санковского названа улица в городе Барановичи.

### На русском
- Коллектив авторов. Великая Отечественная: Комдивы. Военный биографический словарь. Командиры стрелковых, горнострелковых дивизий, крымских, полярных, петрозаводских дивизий, дивизий ребольского направления, истребительных дивизий. (Пивоваров – Яцун). — М.: Кучково поле, 2014. — Т. 5. — С. 308-310. — 1500 экз. — ISBN 978-5-9950-0457-8.
- Долготович Б. Д. В одном строю — к единой цели / Под ред. А. А. Филимонова. — Минск: Наука и техника, 1985. — 248 с. — Тираж 3000 экз.
- Дударенко М. Л., Перечнев Ю. Г., Елисеев В. Т. и др. Справочник «Освобождение городов: Справочник по освобождению городов в период Великой Отечественной войны 1941—1945». — М.: Воениздат, 1985.
- Морозов М. Э. (Ред.). Великая Отечественная война 1941—1945 гг. Кампании и стратегические операции в цифрах. В 2-х тт. — М.: Объединенная редакция МВД России, 2010. — 608 с. — ISBN 978-5-8129-0099-1

### На польском
- Czesław Grzelak, Henryk Stańczyk, Stefan Zwoliński. Bez możliwości wyboru. Wojsko Polskie na froncie wschodnim 1943—1945. — Warszawa: Wydawnictwo Bellona, 1993. — ISBN 83-11-08252-9.
- Kazimierz Kaczmarek. Druga Armia Wojska Polskiego. — Warszawa: Wydawnictwo Ministerstwa Obrony Narodowej, 1978.
- Janusz Królikowski. Generałowie i admirałowie Wojska Polskiego 1943-1990. — Toruń, 2010. — Т. III: M-S.
- Edward Jan Nalepa. Oficerowie Armii Radzieckiej w Wojsku Polskim w latach 1943-1968. — Warszawa: Wyd. WIH, 1995.
- Maciej Szczurowski. Dowódcy Wojska Polskiego na froncie wschodnim 1943—1945. Słownik biograficzny, Oficyna Wydawnicza «Ajaks». — Pruszków, 1996. — Wyd. II uzupełnione. — ISBN 83-87103-08-X.